# Troglosternus ecitonis
Troglosternus ecitonis är en skalbaggsart som beskrevs av Mann 1925. Troglosternus ecitonis ingår i släktet Troglosternus och familjen stumpbaggar. Inga underarter finns listade i Catalogue of Life.